# 道布龙茨
道布龙茨，是匈牙利维斯普雷姆州所辖的一个村，总面积20.27平方公里，总人口433，人口密度21.4人/平方公里（2010年1月1日）。